# Manfred Korfmann
Manfred Osman Korfmann (Colonia, 26 de abril de 1942-Ofterdingen, Baden-Wurtemberg; 11 de agosto de 2005) fue un arqueólogo alemán. Como colaborador escolar en Beit Jala/Belén (Jordania, actual Cisjordania), empezó su gran interés por la arqueología. Acto seguido, decidió proseguir sus estudios, entre 1962 y 1970, en prehistoria e historia antigua además de arqueología en la Universidad de Fráncfort y la Universidad Americana de Beirut. Se graduó en 1970 en Fráncfort del Meno. Entre 1971 y 1972 fue investigador científico en dicha Universidad con el proyecto de DFG para cartografiar África. Después trabajó entre 1971 y 1978 como asesor científico del Instituto Arqueológico Alemán (departamento de Estambul) en las excavaciones de Demircihueyuek. Entre 1978 y 1982 fue investigador en el DAI Berlín. En 1980 obtuvo la licenciatura y fue profesor privado en Fráncfort del Meno. Obtuvo en 1982 la cátedra de prehistoria e historia antigua en la Universidad de Tubinga.
En 1988 el gobierno turco le otorgó un permiso exclusivo para excavar. Durante las campañas de excavaciones de Troya bajo la dirección de Korfmann, fueron excavados 13 240 metros cuadrados por 370 científicos. El trabajo de Korfmann en la ciudad baja de Troya ha demostrado la importancia de la ciudad (de la que antiguos historiadores dudaban) y el papel que jugó en el área mediterránea la Troya de la Edad del Bronce. 
En 2001 y 2002, se produjo un gran debate el mundo científico sobre sus descubrimientos. En Tubinga, en febrero de 2002, Korfmann argumentó sus conclusiones sobre Troya. El punto principal de la controversia fue el tamaño real de Troya de la Edad del Bronce. La excavación de agosto de 2003 apoyó la teoría de Korfmann. «Troya era mucho más grande de lo que se había aceptado hasta ahora, y mis excavaciones lo pueden demostrar», afirmó el arqueólogo.
En 1996, Korfmann ayudó al establecimiento de un parque histórico nacional en Troya y dos años más tarde la Unesco declaró el sitio arqueológico Patrimonio de la Humanidad.
El científico aceptó en 2004 la nacionalidad turca de manos del gobierno de Turquía, por sus contribuciones a la nación. Y añadió Osman a su segundo nombre. 
Debido a Korfmann, el interés por Troya ha aumentado enormemente. Las excavaciones de Korfmann reavivaron otra vez el entusiasmo por el mito de la guerra de Troya. El deseo de Korfmann ha sido que las excavaciones continuaran. A finales de agosto de 2005 trabajaban en Troya unos 45 científicos, la mayoría de la Universidad de Tubinga.
Korfmann tenía la esperanza de que el gobierno turco cumpliera su deseo de construir un museo en Troya. También, debido a su iniciativa, en 2001, tuvo lugar una gran exposición sobre Troya en Stuttgart, llamada Troya, sueño y realidad. La exposición alcanzó la cifra de 800 000 visitantes.
Aparte de las excavaciones de Troya, también ha realizado excavaciones en otros lugares, como el Cáucaso y Asia Central. 
Murió de cáncer de pulmón, el 11 de agosto de 2005, a la edad de 63 años, en su casa de Ofterdingen, ciudad cercana a Tubinga. 

## Algunas publicaciones
- Manfred O. Korfmann (ed.) Troia. Archäologie eines Siedlungshügels und seiner Landschaft. Verlag Philipp von Zabern, Mainz 2006, 420 p. con 82 ils. color, y 320 b&n. ISBN 3-8053-3509-1